# Conus taphrus
Espèce
Conus taphrus est une espèce fossile de mollusques gastéropodes marins de la famille des Conidae.

## Distribution
Cette espèce est présente au Panama. 

## Taxonomie

### Publication originale
L'espèce Conus taphrus a été décrite pour la première fois en 1970 par le paléontologiste américain Wendell Phillips Woodring (1891-1983).